# Temenos (Mythologie)
Temenos (altgriechisch Τήμενος Tḗmenos) ist in der griechischen Mythologie der Sohn des Aristomachos und Bruder von Kresphontes und Aristodemos. Er war der Vater des Keisos, Kerynes, Phalkes, Agelaos, Agraios, Eurypylos, Kallias, Isthmios, Klytos und der Hyrnetho. Er war der Ururenkel des Herakles und führte das Heer der Dorer bei der Eroberung der Peloponnes an (Rückkehr der Herakleiden). 
Nach einem Orakel sollte es den Herakleiden gelingen, die Peloponnes zu erobern, wenn sie von Naupaktos aus den Kriegszug beginnen würden. Deshalb sammelte Temenos dort ein Heer und baute eine Flotte. Doch da Hippotes, der Sohn des Phylas, einen Seher tötete, wurden die Schiffe zerstört und das Heer musste hungern. Ein weiteres Orakel forderte die Verbannung des Schuldigen und einen dreiäugigen Heerführer. Hippotes wurde verbannt und in Oxylos, Urenkel des Andraimon, fand man den dreiäugigen Anführer, da er selbst ein Auge verloren hatte und auf einem Pferd dahergeritten kam.
Nun gelang es endlich, den Peloponnes zu erobern. Durch das Los wurde das Land unter den Söhnen des Aristomachos und des Aristodemos aufgeteilt. Temenos wurde König von Argos, das vorher von Tisamenos regiert wurde. Als obersten Heerführer bestimmte er nun Deiphontes, den Gatten seiner Tochter Hyrnetho. Da die Söhne des Temenos fürchteten, Deiphontes könnte in der Folge auch König von Argos werden, töteten sie ihren Vater und vertrieben Hyrnetho und ihren Gatten.
Temenos wurde nahe Argos an einem Ort, der nach ihm Temenes genannt wurde, begraben. Temenos ist der Begründer der Königsfamilie der Temeniden, von denen sich das makedonische Königshaus der Argeaden herleitet.